# Theroscopus trifasciatus
Theroscopus trifasciatus là một loài tò vò trong họ Ichneumonidae.